# Южные Пятихатки
Ю́жные Пятиха́тки либо Рога́нь — промышленный и спальный микрорайон города Харькова Украины. Население составляет несколько десятков тысяч человек. Входит в состав Роганского жилмассива. По названию микрорайона был назван остановочный пункт ЮЖД - Пятихатки (ранее - платформа 25 км).

## Географическое положение
Микрорайон расположен в городской черте Харькова, в основном к югу от линии Южной железной дороги Харьков-Чугуев-Купянск и в основном к востоку от Окружной автомобильной дороги.
Центральная ось микрорайона и основная его транспортная артерия — улица Роганская, перпендикулярная ей — улица 92-й бригады.
Восточнее микрорайона расположено село Рогань (оно же Большая Рогань), посёлок Коммунист (c 2016 — Докучаевское) в Харьковском районе Харьковской области.

## Происхождение названия
Район назван так потому, что на севере Харькова расположен микрорайон с таким же названием.

## История
Застройка микрорайона Южные Пятихатки высотными домами (9,12 и 16 этажей) началась в начале 1980-х годов, начиная с улицы 92-й бригады.

## Промышленность
- Агротехническое предприятие ОАО «Агротехника».
- ОАО «Пивзавод Рогань» (открыт в 1989, с 2002 принадлежит бельгийской фирме СанИнтерБрю, в 2006 году переименованной в Сан ИнБев).
- Ромол (Роганский молочный комбинат). Построен в 1980-х годах. С середины 2000-х принадлежит компании «Вимм-Билль-Данн».
- Агромол — молочный комбинат, ул. Роганская, 149.
- Роганский мясопереребатывающий завод (банкрот с 2001; всё оборудование было демонтировано). Производство возобновлено в 2007 году. Фирменное изделие — колбаса «Роганская».
  - На территории мясокомбината с 2002 находится предприятие воды «721» (глубина скважины).
- Ахмад чай (чаеразвесочная фабрика), открыта в конце 1990-х.
- ОАО «Роганская картонная фабрика». Существуют две фабрики — одна, историческая, в Большой Рогани (не работает, построена в 1890-х); другая, 1980-х годов — в промзоне жилмассива «Рогань».

## Другие достопримечательности
- Роганский питомник служебного собаководства, официально с 2000-х годов называется Кинологический центр МВД. Открыт летом 1910 года (не на этом месте) как собачий питомник при харьковском сыскном отделении полиции.
- Харьковское высшее военное училище лётчиков имени Грицевца (закрыто в 2001).
- Роганский лесопитомник
- Аэродром Рогань (ныне уничтожен)

## Карта
- Южные Пятихатки

## Транспорт
Помимо многочисленного личного автотранспорта, Южные Пятихатки сообщаются с Харьковом такими маршрутами общественного транспорта:
троллейбусом 45, 51, 52, 59
автобусами 70, 200, 186, 174, 121 маршрутов.
В планах — строительство станции метро Роганская и Восточная. Пока ближайшей станцией метро к Южным Пятихаткам остаётся Индустриальная .
Железнодорожные платформы Обрий (платформа) (ранее 24 км (платформа)), Пятихатки (ранее 25 км (платформа)), Рогань (станция) ЮЖД.